# 해피밸리 AA

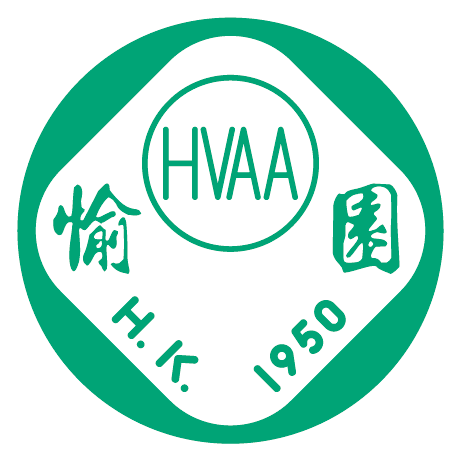

해피 밸리 AA(영어: Happy Valley Athletic Association, Happy Valley AA, 약칭 HVAA) 또는 해피 밸리 체육회, 유원 체육회(중국어: 愉園體育會)는 홍콩의 과거 축구 클럽으로 2022-23 시즌을 끝으로 해체 수순을 밟았다.

## 성적
- 홍콩 퍼스트 디비전 리그
  - 우승 (6): 1964–65, 1988–89, 1998–99, 2000–01, 2002–03, 2005–06
  - 준우승 (16): 1959–60, 1960–61, 1961–62, 1963–64, 1965–66, 1974–75, 1977–78, 1978–79, 1979–70, 1981–82, 1985–86, 1987–88, 1990–91, 1999–2000, 2001–02, 2004–05

- 홍콩 리그컵
  - 우승 (1): 2000–01
  - 준우승 (5): 2002–03, 2003–04, 2004–05, 2005–06, 2006–07

- 홍콩 시니어 챌린지 쉴드
  - 우승 (6): 1969–70, 1977–78, 1982–83, 1989–90, 1997–98, 2003–04
  - 준우승 (9): 1966–67, 1983–84, 1984–85, 1987–88, 1994–95, 1999–2000, 2002–03, 2004–05, 2005–06

- 홍콩 FA컵
  - 우승 (2): 1999–2000, 2003–04
  - 준우승 (4): 1986–87, 1993–94, 2004–05, 2005–06, 2006–07

## 선수 명단

### 현역
참고: FIFA 자격 규정에 따라 소속된 국가대표팀 국기를 표시합니다. 선수는 복수의 FIFA 비회원국 국적을 가지고 있을 수 있습니다.
| 번호 | 포지션 | 국적 | 이름 |
| ---- | ------ | ---- | ---- |

| 번호 | 포지션 | 국적 | 이름 |
| ---- | ------ | ---- | ---- |